# Pematang Terang
Pematang Terang is een bestuurslaag in het regentschap Serdang Bedagai van de provincie Noord-Sumatra, Indonesië. Pematang Terang telt 3231 inwoners (volkstelling 2010).